# Association laitière européenne

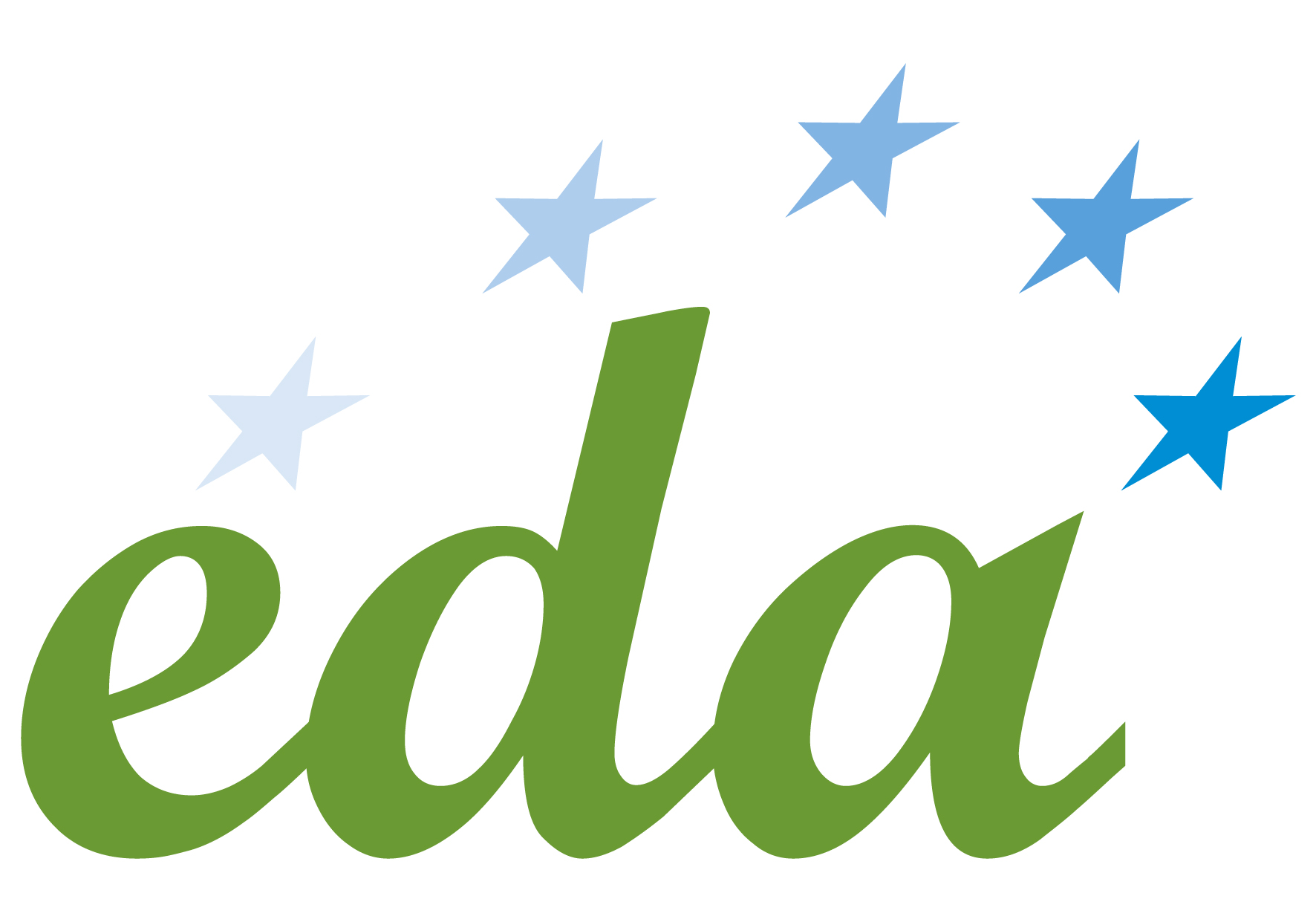
Logo de l'EDA.

 (mars 2024).
Si vous disposez d'ouvrages ou d'articles de référence ou si vous connaissez des sites web de qualité traitant du thème abordé ici, merci de compléter l'article en donnant les références utiles à sa vérifiabilité et en les liant à la section « Notes et références ».
L'Association laitière européenne, en anglais European Dairy Association (EDA), est l'association professionnelle représentant l'industrie de la transformation du lait dans l'Union européenne, y compris les laiteries coopératives et privées. Enregistrée en tant qu'association internationale sans but lucratif de droit belge (AISBL), elle regroupe des fédérations nationales d'entreprises de l'industrie laitière dans toute l'Europe. L'AED représente les intérêts du secteur et mène des actions de lobbying auprès des institutions européennes. Elle est inscrite au registre de transparence de l'UE sous le numéro 42967152383-63. Son siège est situé dans le quartier européen de Bruxelles, en Belgique.

## Historique
L'association a été fondée en 1995 par une fusion de différentes associations laitières avec ASSILEC son prédécesseur,, l'organisation prédécesseur de l'Association laitière européenne (EDA). Ses membres fondateurs étaient les associations nationales des industriels de produits laitiers des anciens États membres de l'Union européenne à quinze (UE-15).
Depuis sa fondation, le développement d'EDA a été aligné avec la poursuite de l'élargissement de l'Union européenne et l'approfondissement des politiques de l'Union européenne (UE).
Aujourd'hui, les membres d'EDA sont au nombre de 22 associations nationales. Grâce à un certain nombre de transformateurs de produits laitiers européens, EDA couvre les intérêts des industriels transformateurs de produits laitiers dans l'ensemble des 27 pays de l'UE.
En 2012, Michel Nalet (Lactalis, France) a été nommé président de l'EDA. En 2021, Giuseppe Ambrosi (ambrosi spa, Italie) a été nommé président de l’EDA, suivi de Giuseppe Ambrosi (PDG de Ambrosi SpA, Italy) en mars 2024. Depuis 2013, le poste de secrétaire-général est occupé par Alexander Anton.

## Action
L'EDA exprime les priorités de l'industrie de transformation du lait au niveau de l'UE et tente d'influencer les stratégies européennes par du lobbying. Au nom et en étroite coopération avec ses membres (associations laitières nationales), l'association agit et interagit avec les institutions internationales et de l'UE, les organisations non gouvernementales, les médias internationaux et les autres parties prenantes (Codex Alimentarius,OMC...),.
EDA est inscrit dans le registre des lobbies, encore appelé registre de  transparence sous le numéro 42967152383-63.
Depuis la création de l'Observatoire du marché du lait de la Commission européenne (MMO) le 16 avril 2014, EDA est membre de cet observatoire.
Depuis 2014, son siège est situé dans le quartier européen à Bruxelles, à proximité du rond-point Robert Schuman et du bâtiment Berlaymont de la Commission européenne.

## Présidents
| Durée de fonction | Nom du président              |
| ----------------- | ----------------------------- |
| 1995-1998         | Fin Christiansen (Danois)     |
| 1998-1999         | Luc Morelon (Français)        |
| 1999-2004         | Robert Brzusczak (Belge)      |
| 2004-2008         | Veijo Merilainen (Finlandais) |
| 2008-2012         | Werner Buck (Néerlandais)     |
| 2012-2021         | Michel Nalet (Français)       |
| 2022-2025         | Giuseppe Ambrosi (Italien)    |
| 2025-             | Albert de Groot (Néerlandais) |

## Secrétaires Généraux
| Durée de fonction | Nom du Secrétaire général | Nationalité       |
| ----------------- | ------------------------- | ----------------- |
| 1995-2002         | Antoon.J van de Ven       | Néerlandais       |
| 2002-2013         | Johan Kleibeuker          | Néerlandais       |
| 2013-Actu         | Alexander Anton           | Français/Allemand |

## Organisation
La gouvernance d'EDA est assurée par un conseil d'administration, élu tous les deux ans par l'Assemblée générale et composé d'un représentant de chaque membre d'EDA.
La gestion opérationnelle de l'association est assurée par le Secrétaire général, Alexander Anton, et, le Secrétariat basé à Bruxelles. EDA fonctionne avec deux départements, le département "Trade and Economics" et celui du "Food, Environment and Health".
Dans les deux départements, un certain nombre de groupes de travail sont actifs dans des secteurs spécifiques et des sujets tels que la politique agricole commune, la gestion du marché,, la compétitivité, la réforme du régime de lait dans les écoles,, la protection des appellations laitières, la communication sur les avantages nutritionnels des produits laitiers, l'inclusion de l'industrie laitière dans les émissions européennes "emission trading scheme" (ETS) ou la gestion des déchets.
L'association a des contacts étroits notamment avec les DG AGRI ("Directorate-General for Agriculture and Rural Development"), la DG SANTE et la DG GROW. Les groupes de dialogue civils aident la Commission à entretenir un dialogue régulier sur toutes les questions relatives à la politique agricole commune, y compris le développement rural, et sa mise en œuvre.
L'Association laitière européenne (EDA) tient une assemblée générale annuelle. La dernière assemblée générale annuelle s'est tenue en novembre 2024 à Rome (Italie), la prochaine se déroulera à Utrecht en novembre 2025.
Au printemps de chaque année se déroule une conférence à Bruxelles sous l'égide d'EDA. Les débats portent sur des sujets d'actualité pour le secteur laitier européen.

### Délégations nationales
- Autriche : Vereinigung Osterreichischer Milchverarbeiter (VÖM).
- Allemagne : Milchindustrie-Verband (MIV).
- Belgique : Confédération belge de l'industrie laitière (CBL).
- Danemark : Mejeriforeningen.
- Espagne : Federacion National de Industrias Lacteas (FENIL).
- Estonie : Eesti Piimaliit.
- Finlande : Finnish Milk Processors and Dairy.
- France : Association de la production laitière (ATLA).
- Grèce : SEVGAP (Hellenic Association of Milk and Dairy Products Industry).
- Géorgie (membre partenaire) : Dairy Georgia
- Irlande : Irish Dairy Industries Association (IDIA).
- Italie : ASSOLATTE.
- Luxembourg : Association laitière Luxembourgeoise (A.L.L).
- Pays-Bas : Nederlandse Zuivel Organisatie (NZO).
- Pologne : Zwiazek Polskich Przetworcow Mlka (ZPPM).
- Portugal : Federaçao Nacional das Cooperativas de Productores de Leite (FENALAC).
- Slovaquie : Slovensky mliekarensky zväz (SMZ)
- Slovénie : Slovene Dairy association
- Suède : Federation of Swedish Farmers
- Tchéquie : Czech Moravian.
- Royaume-Uni (membre associé): Dairy UK.